# Пе (буква сирийского алфавита)
ܦ (ܦܐ, пе) — семнадцатая буква сирийского алфавита.

## Использование
Происходит от арамейской буквы пе (𐡐), восходящей к финикийской букве пе (𐤐, ).
В сирийском языке обозначала взрывной согласный [p] (также указывается точкой над буквой — кушшаей, ◌݁), после гласных — фрикатив [f] (указывается точкой под буквой — руккахой, ◌݂), в конце слога — полугласный [w], а в заимствованиях из греческого — абруптивный [pʼ] (указывается точкой сверху слева от буквы — ◌᷸). В ассирийском языке обозначает [p] или [f] (обозначается точкой снизу или дугой снизу). Числовое значение в сирийской системе счисления — 80.
В романизациях ALA-LC и BGN/PCGN передаётся как p.

## Кодировка
Буква пе была добавлена в стандарт Юникод в версии 3.0 в блок «Сирийское письмо» (англ. Syriac) под шестнадцатеричным кодом U+0726.